# Die Simpsons Shorts
Die Simpsons Shorts (engl. Originaltitel: The Simpsons shorts) ist eine Reihe von etwa ein- bis zweiminütigen Filmen, die drei Staffeln lang von 1987 bis 1989 in The Tracey Ullman Show liefen, bevor um ihre Hauptcharaktere, die Familie Simpson, eine halbstündige Primetime-Serie mit dem Titel The Simpsons (dt. Titel: Die Simpsons) entwickelt wurde. Sie wurde von Matt Groening, der viele der Kurzfilme schrieb, entwickelt.
Fünf dieser Kurzfilme wurden später in der Folge Die 138. Episode, eine Sondervorstellung (Staffel 7) in der halbstündigen Serie gezeigt. Diese fünf waren Gute Nacht, der komplett gezeigt wurde, und Teile von Das perfekte Verbrechen, Im All, Der 3. Weltkrieg und Badezeit. In der 400. Folge der halbstündigen Serie, Das böse Wort (Staffel 18), ersetzt der Kurzfilm Familienportrait die Eröffnungssequenz, in der 616. Episode Auf der Suche nach Mr. Goodbart (Staffel 28) wird ein Auszug von Gute Nacht an der Stelle verwendet.

## Entwicklung

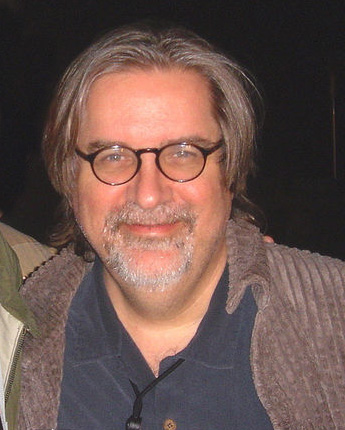
Matt Groening

Der Zeichner Matt Groening hatte die Idee für die Simpsons im Vorraum des Büros von James L. Brooks. Er hatte Groening 1985 gebeten, ihm eine seiner Ideen vorzustellen, um daraus eine Serie aus animierten Kurzfilmen zu erstellen. Groening entschloss sich ursprünglich dazu, ihm seinen Comicstrip Life in Hell zu präsentieren. Als er aber erfuhr, dass er dadurch die Rechte an diesem verlieren würde, entschied er sich um und entwarf seine eigene Version einer dysfunktionalen Familie. So zeichnete er die Hauptcharaktere innerhalb von 15 Minuten und benannte sie nach seinen eigenen Familienmitgliedern. Bart Simpson wurde seinem älteren Bruder Mark Groening nachempfunden, jedoch mit einem anderen Namen, der ein Anagramm von „Brat“ war. Die Drehbücher und Storyboards wurden hauptsächlich von Groening erstellt. Die Charaktere waren noch sehr grob gezeichnet, da Groening den Animatoren Skizzen in der Hoffnung gab, diese würden sie noch verbessern. Sie pausten sie jedoch lediglich ab, wodurch das einfache Aussehen der Figuren in den Kurzfilmen entstand. Die Animation produzierte die Firma Klasky Csupo; Wesley Archer, David Silverman und Bill Kopp waren die Animatoren der ersten Staffel. Nach dieser waren nur noch Archer und Silverman die Autoren. Die Koloristin Gyorgyi Peluce war die Person, die entschied, die Figuren gelb zu färben.
Die Originalsprecher, die die Figuren in den Kurzfilmen synchronisierten, taten dies auch später in der halbstündigen Serie. Dan Castellaneta synchronisierte die Stimmen von Homer Simpson, Abraham Simpson und Krusty, den Clown. Homers Stimme klingt in den Kurzfilmen anders als in den meisten Folgen der späteren Serie. Sie war dabei eine genaue Nachahmung des Schauspielers Walter Matthau, während sie später robuster und humorvoller wirkt, was der Figur ein größeres Spektrum an Emotionen gibt. Castellaneta war Teil der Besetzung der The Tracey Ullman Show und hatte zusammen mit seiner Frau Deb Lacusta bereits mehrere Synchronisationen durchgeführt. Da Sprecher für die Kurzfilme benötigt wurden, fragten die Produzenten Castellaneta und Julie Kavner, um Homer und Marge zu sprechen, anstatt mehr Akteure einzustellen. Nancy Cartwright und Yeardley Smith synchronisierten Bart Simpson und Lisa Simpson. Die Aufnahmen der Kurzfilme seien laut Cartwright oft „primitiv“ gewesen; der Dialog sei auf einem tragbaren Tonbandgerät in einem improvisierten Studio aufgenommen worden, das aus dem Zimmer des Videotechnikers oberhalb der Tribüne der The Tracey Ullman Show bestand. Während die meisten Figuren in den Kurzfilmen eine ähnliche Persönlichkeit im Vergleich zu den späteren Folgen haben, hat sich Lisa stark verändert, da sie in den Kurzfilmen ähnlich wie Bart und später intelligenter als er ist. Allerdings erweist sich Homer in der Folge Punching Bag als ziemlicher Familientyrann, der auch Marge herumschubst.
Die Kurzfilme wurden in den ersten drei Staffeln der The Tracey Ullman Show in ihr gezeigt. Während ihrer vierten und letzten Staffel war die erste Staffel der halbstündigen Serie The Simpsons bereits auf Sendung. In den ersten beiden Staffeln der Kurzfilme wurden sie meist in drei oder vier Teile gegliedert; in der dritten Staffel waren sie meist ein einziger Teil. In Deutschland wurden die Kurzfilme zum ersten Mal im Jahre 1992 auf dem Privatsender RTL während der Werbepausen ausgestrahlt und dabei von Norbert Gastell als Homer, Elisabeth Volkmann als Marge, Sandra Schwittau als Bart, Sabine Bohlmann als Lisa, Walter Reichelt als Abraham und Hans-Rainer Müller als Krusty synchronisiert. Wie auch die Originalsprecher führten sie dies später in den halbstündigen Folgen fort.

## Synchronisation
Die deutschsprachige Synchronisation erfolgte, wie schon bei Die Simpsons, durch das das Münchner Unternehmen Elan-Film unter der Leitung von Siegfried Rabe. Die Synchronsprecher der Hauptserie wurden erneut dazu verpflichtet ihre Figuren zu sprechen.
| Figur                 | Originalsprecher | Synchronsprecher   |
| --------------------- | ---------------- | ------------------ |
| Homer Simpson         | Dan Castellaneta | Norbert Gastell    |
| Marge Simpson         | Julie Kavner     | Elisabeth Volkmann |
| Bart Simpson          | Nancy Cartwright | Sandra Schwittau   |
| Lisa Simpson          | Yeardley Smith   | Sabine Bohlmann    |
| Abraham „Opa“ Simpson | Dan Castellaneta | Walter Reichelt    |

## Episoden

### Staffel 1
| Nr. (ges.) | Nr. (St.) | Deutscher Titel   | Originaltitel      | Erstausstrahlung (USA) | Deutschsprachige Erstausstrahlung (DE) | Prod.-Code |
| --- | --------- | ----------------- | ------------------ | ---------------------- | -------------------------------------- | ---------- |
| 1 | 1         | Gute Nacht        | Good Night 3       | 19. Apr. 1987          | 17. März 1992                          | MG01       |
| Als Homer und Marge ihre Kinder ins Bett bringen, werden diese durch ihre Geschichten verängstigt. Kurz darauf liegen auch Homer und Marge in ihrem Bett und werden durch ihre Kinder gestört, die sich darüber beschweren, dass sie nicht einschlafen können, woraufhin sie in das Bett ihrer Eltern gehen und alle einschlafen. |           |                   |                    |                        |                                        |            |
| 2 | 2         | Fernseh schauen   | Watching TV        | 3. Mai 1987            | 12. März 1992                          | MG02       |
| Bart und Lisa streiten sich auf dem Sofa darüber, welchen Sender sie sehen wollen, sind sich aber schließlich einig, ihre Schwester Maggie am Umschalten zu hindern. |           |                   |                    |                        |                                        |            |
| 3 | 3         | Spring Bart       | Jumping Bart       | 10. Mai 1987           | 31. März 1992                          | MG03       |
| Homer bittet Bart, zu versuchen, von einem Tisch hinunter in seine Arme zu springen. Bei mehreren Versuchen wird Homer jedoch jedes Mal durch etwas abgelenkt, wodurch Bart auf den Boden fällt. |           |                   |                    |                        |                                        |            |
| 4 | 4         | Maggie Babysitten | Babysitting Maggie | 31. Mai 1987           | 10. März 1992                          | MG04       |
| Bart und Lisa sollen Babysitter für Maggie spielen, während Marge weg ist. Sie ignorieren sie, weshalb sie bis aufs Dach klettert, aber wieder da ist, als Marge vom Einkaufen zurückkommt. |           |                   |                    |                        |                                        |            |
| 5 | 5         | Der Schnuller     | The Pacifier       | 21. Juni 1987          | 19. März 1992                          | MG05       |
| Bart und Lisa nehmen Maggie ihren Schnuller weg, damit sie von ihrer Sucht loskommt. Maggie aber weigert sich, diese Gewohnheit aufzugeben, und nimmt sich einen neuen aus einer Schublade voller Schnuller. Schließlich gibt Maggie auch ihren Geschwistern einen Schnuller und sie nuckeln an ihm.                              |           |                   |                    |                        |                                        |            |
| 6 | 6         | Rülps Wettbewerb  | Burping Contest    | 28. Juni 1987          | 9. März 1992                           | MG06       |
| Bart und Lisa rülpsen gegeneinander in einem Wettbewerb, um zu sehen, wer den lautesten von sich geben kann. Marge verbietet es ihnen mehrere Male, bis Homer nach Hause kommt und den lautesten von sich lässt. |           |                   |                    |                        |                                        |            |
| 7 | 7         | Abendessen        | Dinner Time        | 12. Juli 1987          | 27. März 1992                          | MG07       |
| Marge setzt sich beim Abendessen mit der Familie zusammen und verlangt von ihr, sich zu benehmen. Nachdem sich die Familie daran aber nicht hält, holt Bart den Fernseher an den Tisch für etwas Unterhaltung. |           |                   |                    |                        |                                        |            |

### Staffel 2
| Nr. (ges.) | Nr. (St.) | Deutscher Titel         | Originaltitel           | Erstausstrahlung (USA) | Deutschsprachige Erstausstrahlung (DE) |
| --- | --------- | ----------------------- | ----------------------- | ---------------------- | -------------------------------------- |
| 8 | 1         | Grimassen schneiden     | Making Faces            | 22. Sep. 1987          | 27. März 1992                          |
| Marge warnt die Kinder, dass, wenn sie weiterhin Grimassen schneiden würden, ihr Gesicht für immer in dem Zustand bleiben würde. Dennoch setzten die Kinder ihre Grimassen fort. |           |                         |                         |                        |                                        |
| 9 | 2         | Die Beerdigung          | The Funeral             | 4. Okt. 1987           | 10. Juni 1993                          |
| Die Kinder benehmen sich ungebührlich beim Begräbnis von Onkel Hubert. Zur Strafe drohen ihnen die Eltern, dass sie sie zum letzten Mal auf eine Beerdigung mitgenommen haben. |           |                         |                         |                        |                                        |
| 10 | 3         | Was Maggie denkt        | Maggie’s Brain          | 11. Okt. 1987          | 31. März 1992                          |
| Bart und Lisa stellen sich vor, was ihre kleine Schwester so denkt, während sie sie begaffen und mit ihren Füßen spielen: natürlich das genaue Gegenteil von dem, was die älteren Geschwister denken. |           |                         |                         |                        |                                        |
| 11 | 4         | Football                | Football                | 18. Okt. 1987          | 13. März 1992                          |
| Bart soll von Homer geworfene Pässe mit einem Football fangen, damit alle „zur Belohnung“ einen Milchshake bekommen. Nach mehreren missglückten Versuchen fängt Bart den Ball mit dem Mund, das Trinken des Shakes gestaltet sich so für ihn schwierig. |           |                         |                         |                        |                                        |
| 12 | 5         | Das Kartenhaus          | House of Cards          | 25. Okt. 1987          | 12. März 1992                          |
| Bart baut immer höher werdende Kartenhäuser, die aber immer zusammenfallen, weil er von Lisa und Maggie gestört wird. |           |                         |                         |                        |                                        |
| 13 | 6         | Vater und Sohn          | Bart and Homer’s Dinner | 1. Nov. 1987           | 9. März 1992                           |
| Während Marge mit ihren Töchtern ins Ballett geht, muss Bart die Mischung aus Fischnuggets und Schweinefleisch–Makkaroni, die ihm sein Vater auftischt, über sich ergehen lassen. |           |                         |                         |                        |                                        |
| 14 | 7         | Im All                  | Space Patrol 1          | 8. Nov. 1987           | 9. März 1992                           |
| Die Kinder spielen, sie wären im Weltraum. Bart setzt sich dafür eine Vase als „Helm“ auf und steckt darin fest. Lisa und Maggie machen sich einen Spaß daraus. |           |                         |                         |                        |                                        |
| 15 | 8         | Der neue Haarschnitt    | Bart’s Haircut          | 15. Nov. 1987          | 10. Juli 1993                          |
| Bart versteckt seine langen Haare unter einem Sombrero, Homer schickt ihm zum Friseur, der ihm eine Glatze schneidet und einen Lolly schenkt. (Eine Anspielung auf Kojak.) Barts Versuch, die Haare wieder anzukleben, misslingt, und so wird er von der Familie ausgelacht.                                                                                    |           |                         |                         |                        |                                        |
| 16 | 9         | Der 3. Weltkrieg        | World War III 1         | 22. Nov. 1987          | 10. Juni 1993                          |
| Homer hat im Keller einen Atomschutzbunker eingerichtet und nervt die Familie mit nächtlichen Evakuierungsübungen. Zuletzt wird Homer von Bart mit einem Atomkriegsalarm aus dem Schlaf gerissen und von der Familie im Bunker eingesperrt. |           |                         |                         |                        |                                        |
| 17 | 10        | Das perfekte Verbrechen | The Perfect Crime 1     | 13. Dez. 1987          | 10. Juni 1993                          |
| Bart und Maggie sitzen vor einem Blech frischgebackenen Keksen, die sie nicht essen dürfen. Während Bart sich die Hand verbrennt, mehrmals von Marge erwischt wird und zuletzt mit Bauchschmerzen am Boden liegend eingestehen muss, dass es das perfekte Verbrechen nicht gibt, bekommt Maggie zwei Kekse ab, ohne dafür bestraft zu werden.                   |           |                         |                         |                        |                                        |
| 18 | 11        | Gespenstergeschichten   | Scary Stories           | 20. Dez. 1987          | 31. Mai 1993                           |
| Bart erzählt seinen Schwestern Gruselgeschichten im Finsteren. Erst erschreckt er sich dabei selbst, weil er den Lichtschalter nicht findet, dann würgt Maggie ihn im Dunkeln und sorgt mit ihren Nuckelgeräuschen dafür, dass Bart und Lisa sie für einen Vampir halten. Zuletzt erschrecken alle Kinder durch das Eintreten der Eltern.                       |           |                         |                         |                        |                                        |
| 19 | 12        | Grandpa und die Kinder  | Grampa and the Kids     | 10. Jan. 1988          | 17. Dez. 1992                          |
| Homer bringt die Kinder zu seinen Vater, der ihnen Geschichten erzählt. Bart schießt eine Scheibe mit einem Ball ein und Grandpa täuscht seinen Tod vor, als die Aufmerksamkeit der Kinder für ihn geringer wird. |           |                         |                         |                        |                                        |
| 20 | 13        | Angeln gehen            | Gone Fishin' (Sort of)  | 24. Jan. 1988          | 16. Dez. 1992                          |
| Bart hat für den Angelausflug mit Homer vergessen, Sandwichs einzupacken. Deshalb improvisiert er und reicht dem Vater zwei leere Brotscheiben mit Köderwürmern, was diesem auch schmeckt. Stromschnellen und ein Wasserfall sorgen zusätzlich für einen weniger geruhsamen Ausflug.                                                                            |           |                         |                         |                        |                                        |
| 21 | 14        | Skateboard fahren       | Skateboarding           | 7. Feb. 1988           | 26. März 1992                          |
| Bart sieht Skateboard–Fahren als reine Männersache an. Lisa und Maggie beweisen ihn, dass sie es besser können als er. |           |                         |                         |                        |                                        |
| 22 | 15        | Die Heiden              | The Pagans              | 14. Feb. 1988          | 11. März 1992                          |
| Die Simpsons fahren mit dem Auto zur Sonntagsmesse. Bart und Lisa wollen das nicht, berufen sich auf ihr Heidentum, danken der Mutter Natur für einen Reifenplatzer, veranstalten einen (erfolgreichen) Regentanz, während Homer das Rad wechselt, und flüchten vor ihm zuletzt in die Kirche.                                                                  |           |                         |                         |                        |                                        |
| 23 | 16        | Der Schrank             | Closeted                | 21. Feb. 1988          | 11. März 1992                          |
| Bart denkt, Homer will ihn in die Sonntagsschule verschleppen und versteckt sich im Kleiderschrank. Dabei fährt die Familie in ein Café, um Schokoladenmilchshakes zu trinken. |           |                         |                         |                        |                                        |
| 24 | 17        | Im Aquarium             | The Aquarium 4          | 28. Feb. 1988          | 16. März 1992                          |
| Homer geht mit den Kindern ins Aquarium. Während er ihnen alles erklären will, geht Bart lieber schwimmen – im Haifischbecken. |           |                         |                         |                        |                                        |
| 25 | 18        | Familienportrait        | Family Portrait 2       | 6. März 1988           | 11. Juli 1993                          |
| Homer will mit Selbstauslöser ein Familienphoto schießen. Doch erst ist die Zeit zu knapp, er verstellt Marge das Bild, dann verkrampfen alle beim Näherzusammenrücken. Beim dritten Versuch sabotiert schließlich Bart die Aufnahme, indem er Grimassen schneidet.                                                                                             |           |                         |                         |                        |                                        |
| 26 | 19        | Barts Schluckauf        | Bart’s Hiccups          | 13. März 1988          | 4. Sep. 1993                           |
| Lisa möchte Bart mithilfe von Maggie von seinem Schluckauf kurieren, erst mit einer fürchterlichen Mixtur, dann mit einer schwindelerregenden Behandlung am Drehstuhl, zuletzt mit einer Kombination davon und indem sie ihn mit einem Bild von Homer erschrecken. Das klappt zwar immer noch nicht so recht, aber Bart verkneift sich, es vor ihnen zu zeigen. |           |                         |                         |                        |                                        |
| 27 | 20        | Geld, Geld, Geld        | The Money Jar           | 20. März 1988          | 6. Apr. 1992                           |
| Bart und Lisa fragen Marge um einen Taschengeldvorschuss. Die Mutter verwehrt ihn ihnen und spricht sie noch darauf an, nicht den Krug mit dem Kleingeld zu plündern, während sie einkaufen geht. Nachdem Lisa von Maggie und Maggie von Bart beim Diebstahl gestört worden ist, muss Bart feststellen, dass der Krug ohnehin praktisch leer ist.               |           |                         |                         |                        |                                        |
| 28 | 21        | Im Museum               | The Art Museum          | 1. Mai 1988            | 30. März 1992                          |
| Marge schleift ihre Familie ins Kunstmuseum. Nach anfänglicher Ablehnung finden Homer und Bart Geschmack an den abgebildeten nackten Frauen, während Lisa fast eine Vase umwirft. |           |                         |                         |                        |                                        |
| 29 | 22        | Zoogeschichten          | Zoo Story               | 8. Mai 1988            | 9. Apr. 1992                           |
| Die Simpsons beobachten im Zoo eine Affenfamilie, die ihnen ähnlich sieht. Homer neckt die Affen mit Erdnüssen und bekommt dafür eine Ladung Dreck ins Gesicht geworfen. Bart wird bei den Affen vergessen, stattdessen fährt sein äffisches Pendant im Auto mit.                                                                                               |           |                         |                         |                        |                                        |